# Avalon (band)
Avalon is een Nederlandse rockband, die voornamelijk actief is geweest in de jaren 80 met melodieuze en complexe rockmuziek.

## Biografie
Avalon komt voort uit de in 1975 opgerichte band Magical Strength die na de komst van Jax Kraal in 1978 de naam wijzigde in Scratch. De oprichters van Scratch zijn: Maarten Huiskamp (gitaar), Jacques Kraal (drums) en Rutger Heunks (basgitaar en zang). Met de komst van Eric Fox, gitaar en zang, in 1979 kreeg de band de naam Avalon. Als vervanger voor Rutger Heunks werd in 1981 Jan van Dinteren aangetrokken uit de band Black Rose, waarin naast Jan van Dinteren ook nog Frank Pleyers en Leon Biessen (die naar Vandale ging) speelden.
In 1983 werd Bernd Konings manager van Avalon en kwamen er wat wijzigingen in de bezetting. Als nieuwe zanger werd Richard Muermans aangetrokken, die tot dan bij Morgan Le Fay speelde.
Begin 1984 won Jack Pisters een gitaarwedstrijd, georganiseerd door de KRO in samenwerking met Virgin Records. In de jury bevond zich Gary Moore en de hoofdprijs was een gitaar van Moore. Op 21 april 1984 vond het eerste concert van Avalon plaats, waar 1100 mensen op afkwamen.
Na een serie concerten werd een demo met vijf nummers opgenomen in de Marlstone Studio's. Van deze demo werden 400 exemplaren verkocht.
In augustus 1985 werd er een nieuwe demo opgenomen, dit keer in de Iris Studio in Venlo. Deze demo, met vijf nummers, werd in tien dagen opgenomen.
Na contact met concertorganisator Mojo, die onder de indruk was van Avalon, werd de groep geboekt als supportact voor Gary Moore en Mama's Boys. Kort daarna verlieten Maarten Huisman en Jax Kraal de band en werd Kraal vervangen door Frankie Woodhouse (ex-Sword en Lady, nu RedHotChilliRippers en Another Journey).

### Debuut
Begin 1986 startte men vervolgens met de opnamen in de Irisstudio om een plaat uit te brengen. 
De opgenomen nummers waren: "The Courts of Chaos", "Dancer in the Eye of the Storm", "Hard Lovin Man", "Arabesque", "Perfect Illusions" en "Necronomicon". In 1986 werd een officieuze presentatie van de ep "The Third Move" in platenzaak Action gehouden. Bandleden hielden een signeersessie. Op 12 april was de officiële presentatie, die gevierd werd met een optreden.
Op het Aardschokfestival van 19 en 20 april 1986 in België en in Eindhoven speelde Avalon met andere bands, waaronder Lääz Rockit, Agent Steel en Helloween.
In het voorjaar van 1986 kwam Giovanni Pileri als toetsenist de band versterken. Hij was voorheen lid van de band Horizon. Huiskamp verliet de band. De band nam twee nummers op voor VARA-radio. Huiskamp, Kraal en Van Dinteren startten met versterking van Ad Vredenbrecht (toetsen) en Patricia (zang) de band Zodiac.
Op 7 september 1986 verscheen Avalon in de nieuwe samenstelling op het eerste Dynamo Open Air-festival en vervolgens toerden zij door Nederland en België.

### Einde
Een nieuwe demo, opgenomen in studio Dieter Dierks bevat de nummers Just call me Conrad, Real Time Heroen Search for the Paragon. Voor de daaropvolgende toer keerde Jax Kraal weer terug en aan het eind ervan vertrok Richard Muermans. Er ontstonden contacten met oud-Vandenberg-leden Peter Struijck (later SIXX, nu LA, The Voices met Gordon) en Jos Zoomer (nu SHVR en BISS), waar ook demo-opnamen mee gemaakt werden. Ondanks deze uitbreiding werd geen platencontract verkregen. Strikes ging zich al snel richten op andere projecten (First Avenue) en werd vervangen door Marij Driessen (voorheen Gin on the Rocks). Deze samenwerking resulteerde opnieuw in een demo (1987-1988). Nadat ook Jos Zoomer vertrokken was (naar Perfect Strangers), werden er in samenwerking met Hans Weekhout (programming & production) opnamen gemaakt onder een werktitel "The Project" (1989). Marij Driessen verliet de band wegens zwangerschap, wat het einde van de band betekende.

### Reünie
In 2005 werd de basis gelegd voor een reünie met als plan een dubbel-cd uit te brengen, met onder andere de "The Third Move" digitally remastered, enkele demo-opnamen van mastertapes. Deze dubbel-cd kwam in het voorjaar van 2006 uit. Tevens vonden er in deze periode reünie-optredens plaats. Het eerste try-outconcert vond eind februari 2006 plaats, onder de alias van "The Grumpy Old Men". Hierna volgde er op 25 maart 2006 een optreden in de Bosuil in Weert, door ziekte van de zanger niet geheel in de toenmalige bezetting. Op het festival Mama's Pride op 12 mei 2006 in Geleen gaf Avalon de echte kick-off van hun Final Move (reünie) Tour.
In mei ging Avalon weer de studio in en werden er vier nummers opnieuw opgenomen. Die kwamen uiteindelijk alle vier op de nieuwe cd The Final Move terecht. Op 23 juni 2006 werd de nieuwe dubbel-cd gepresenteerd tijdens een concert in de Fenix te Sittard, waarbij The Final Move werd aangeboden aan het Nederlandse metaltijdschrift Aardschok en aan oud-bandlid Erik Fox. Een derde concert in het kader van de Final Move Tour vond plaats op 15 juli 2006, waarbij ook de band S.C.A.R. van Jack Pisters van zich deed spreken.
Vanaf 15 september 2006 kwam de cd in de verkoop. Deze stond enkele weken in de Lowlands top 25-lijst. Het volgende wapenfeit van Avalon werd het optreden in het voorprogramma van Uriah Heep op 9 november 2006 in de Hanenhof in Geleen. In 2007 volgden nog meerdere concerten met op 11 november 2007 de laatste show van de Final Move Tour in de Boerderij in Geleen.

### Retrospectie
Jack Pisters ging verder met de band S.C.A.R. en diverse andere projecten waarbij hij betrokken was. Jax Kraal en Jan van Dinteren begonnen het Rikkie de Rocker-project. Maarten Huiskamp verhuisde naar de Verenigde Staten en trad af en toe als hij in Nederland was nog samen met Erik Fox op met BloYaTop. Richard Muermans keerde terug naar zijn zakelijk leven, en in de tussentijd bracht Noud Smeets een cd met oud materiaal van Masquerade Cybernetic Empire uit, waar ook Jax Kraal en Richard Muermans aan hadden meegewerkt.

## Discografie

### Albums
| Titel          | Verschijningsdatum | Platenmaatschappij            |
| -------------- | ------------------ | ----------------------------- |
| The Third Move | 1986               | Dynamo Records, Pling Plong   |
| The Final Move | 2006               | DAWA Music cat. nr. DW-CD 007 |

### Demo's op cassette
- The Road to Avalon (1983)
- Maybe this Time (1984)
- Dancer in the eye of the Storm (1985)
- Cool Runner (1986, VARA-studio's)
- Real Time Hero (1987)
- Goliaths Hide (1987)
- Day by day (1987)

## Bandleden
| Naam              | Instrument                      | Jaar                            | Opstelling                                |
| ----------------- | ------------------------------- | ------------------------------- | ----------------------------------------- |
| Erik Fox          | Gitaar, zang                    | 1980-1983, 2006                 | Mark I                                    |
| Maarten Huiskamp  | Gitaar, synthesizer             | 1980-1986, 2006-2007            | Mark I, II, III                           |
| Rutger Heunks     | Bas                             | 1980                            | Mark I                                    |
| Jacques Kraal     | Drums                           | 1980-1985, 1986-1987, 2006-2007 | Mark I, II, III                           |
| Jan van Dinteren  | Bas                             | 1981-1983                       | Mark II                                   |
| Richard Muermas   | Zang                            | 1983-1986, 2006-2007            | Mark III, IV, V, VI, VII, XI              |
| Jack Pisters      | Gitaar                          | 1983-1988, 1989, 2006-2007      | Mark III, IV, V, VI, VII, VIII, IX, X, XI |
| Eric Fox          | Bas, achtergrondzang            | 1983-1988, 1989 The Project     | Mark III, IV, V, VI, VII, VIII, IX, X, XI |
| Frankie Woodhouse | Drums                           | 1985-1986                       | Mark IV, V                                |
| Giovanni Pileri   | Synthesizer                     | 1986, 1988                      | Mark V, VI, VII, VIII, IX                 |
| Henk Mennens      | Drums                           | 1986                            | Mark VI                                   |
| Peter Struijck    | Zang                            | 1987                            | Mark VIII                                 |
| Jos Zoomer        | Drums                           | 1987-1988                       | Mark VIII, IX                             |
| Marij Driessen    | Zang                            | 1987-1988, 1989 The Project     | Mark IX, X                                |
| Hans Weekhout     | Drums, programming & production | 1989 The Project                | Mark X                                    |

Laatst bekende opstelling Mark XI (2006):
- Richard Muermans: zang
- Jack Pisters: gitaren
- Maarten Huiskamp: gitaren, synthesizers
- Jan van Dinteren: basgitaar
- Jacques Kraal: drums